# Anwar Mesbah
Mohamed Ahmed Mesbah, detto Anwar (in arabo محمد أحمد مصباح‎?; Alessandria d'Egitto, 8 aprile 1913 – Alessandria d'Egitto, 25 novembre 1998), è stato un sollevatore egiziano.
Nel corso della sua carriera vinse una medaglia d'oro olimpica e realizzò un record del mondo nella prova di slancio nella categoria dei pesi leggeri (fino a 67,5 kg.).

## Palmarès

### Olimpiadi
- Oro a Berlino 1936 nei pesi leggeri.